# Sinagoga di Friburgo in Brisgovia
La sinagoga di Friburgo in Brisgovia, inaugurata nel 1870, fu distrutta nel 1938 durante la notte dei Cristalli come la maggior parte degli altri luoghi di culto ebraico in Germania.
Friburgo in Brisgovia è una città tedesca nello stato del Baden-Württemberg; attualmente la sua popolazione conta 219.000 persone. Dal 1679 al 1697 la città fu sotto il governo francese.

## Storia della comunità ebraica di Friburgo

### Prima dell'avvento del nazismo
Esistono documenti che attestano la presenza di ebrei a Friburgo in Brisgovia sin dal Medioevo. Gli ebrei sono imprigionati nel 1230 dal comandante della città e poi rilasciati dal re Enrico VII. Nel 1281, Rodolfo 1° di Bade-Bade impone agli ebrei della città dei prelievi fiscali. Nel 1300 il Conte di Friburgo ratifica gli antichi diritti della comunità ebraica della città. Nel 1310, le tasse riscosse sugli ebrei dal borghese di Basilea vengono restituite al conte di Baden-Baden, che concede privilegi agli ebrei. In quel periodo Friburgo conta 15 case di proprietà ebraica accanto alla sinagoga e nelle strade circostanti, ciascuna condivisa da diverse famiglie. Nel 1326 si contano otto famiglie ebree in città, che si occupano di prestito e di commercio di grano. Nel periodo della peste nera, la comunità ebraica è accusata di aver avvelenato i pozzi. Tutti i suoi componenti, ad eccezione delle donne in gravidanza e dei bambini, periranno sul rogo il 30 gennaio 1349 dopo un mese di reclusione. Le proprietà degli ebrei sono confiscate e i bambini vengono battezzati.
Nel 1359, l'imperatore Carlo IV autorizza i conti a reinsediare gli ebrei a Friburgo. Nel 1373 il medico Gutleben è autorizzato a trasferirsi. Alcuni ebrei tornano nella seconda metà del XIV° secolo, beneficiando di lettere di protezione, ma le loro condizioni di vita peggiorano con la "Legge ebraica" (pubblicata nel 1394) con cui il sovrano austriaco obbliga gli ebrei a indossare indumenti speciali, tra cui un cappotto e un cappello in colori spenti, proibendo anche loro di uscire da casa durante la Settimana Santa e di assistere alle processioni religiose e imponendo anche un tasso di interesse settimanale dello 0,83 per cento. Gli ebrei sono espulsi una prima volta nel 1401, poi definitivamente nel 1424; essi però continuano a vivere nei villaggi e nelle città circostanti. Nel 1453, viene loro vietato di praticare il commercio in città.
Fatta eccezione per un breve periodo nel corso della Guerra dei Trent'anni (1618 -1648), in cui i fornitori ebrei sono autorizzati a stabilirsi a Friburgo, occorreranno quasi quattro secoli e la liberalizzazione dovuta all'annessione della città di Baden nel 1805, prima di assistere a nuovi graduali insediamenti ebraici a Friburgo. Dopo l'emancipazione del 1862, molti ebrei dei villaggi circostanti si stabiliscono in città. La popolazione ebraica aumenta di 333 persone nel 1871, di 1013 nel 1900 e di 1320 nel 1910 per una popolazione totale di 83 324 persone, ovvero l'1,6 per cento della popolazione totale della città. Il loro numero raggiunge il picco di 1399 persone nel 1925.
Nel 1864 si crea una nuova comunità ebraica e nel 1870 si costruisce una sinagoga. La comunità di Friburgo dipende inizialmente dalla Sinagoga del circondario di Breisach (Breisach am Rhein), prima che la sede del rabbinato di tale circondario sia trasferita, nel 1885, a Friburgo stessa. Nel 1873, la comunità inaugura un cimitero ebraico e nel 1874 un orfanotrofio ebraico. Il suo primo rabbino capo Adolf Lewin (1843 - 1910) è il primo storico degli ebrei di Baden. Nel 1895 si forma una comunità ortodossa separata e all'inizio del XX Secolo si delinea un rafforzamento del movimento tradizionalista rispetto all'ebraismo liberale o riformato.
Gli ebrei sono particolarmente attivi nei settori bancario e industriale e diventano rapidamente una potenza economica e intellettuale in città. Durante i pochi decenni della loro presenza, gli ebrei creano e gestiscono una dozzina di fabbriche nel settore alimentare, dei mobili, del cartone, nella produzione di sigari e anche un'azienda farmaceutica. Sono anche a capo di diverse distillerie. Tra le imprese commerciali, hanno, tra l'altro, attività di abbigliamento, ferramenta, pelletteria, bigiotteria, forniture per macellerie, negozi di alimentari e di mobili, nonché il grande magazzino Knopf con filiali in tutta la Germania meridionale. Prima del 1933 si contano una dozzina di medici e dentisti ebrei, assieme ad avvocati e professori universitari.
Gli Ebrei sono ammessi all'Università di Friburgo in Brisgovia dalla fine del XVIII secolo e, nonostante l'antisemitismo latente, rappresentano circa il 10% di tutti gli studenti, soprattutto presso la facoltà di medicina. Chaim Weizmann, futuro presidente dello Stato di Israele, consegue il dottorato in chimica all'università nel 1899. Tra le personalità della comunità ebraica operanti presso l'Università di Friburgo ricordiamo: Ernst Bloch, professore di otologia; Bernhard von Simson, storico, docente dal 1874 al 1905; Heinrich Rosin, avvocato costituzionalista, docente dal 1888 al 1919; lo storico d'arte Walter Friedlaender professore all'Università di Friburgo in Brisgovia dal 1914 al 1933; il chimico ungherese e futuro vincitore del premio Nobel George de Hevesy, docente dal 1926 al 1930; Edmund Husserl, filosofo che sarà bandito dalla biblioteca nel 1933 e cancellato nel 1936; Hermann Kantorowicz, giurista, docente a Friburgo in Brisgovia dal 1923 al 1929 e radiato dal corpo docente nel 1933; l'economista Robert Liefmann; l'avvocato Otto Lenel; Fritz Pringsheim giurista; il biochimico Siegfried Tannhauser; il medico e biologo Hans Adolf Krebs, futuro vincitore del premio Nobel.

### Il periodo nazista
Nel giugno 1933, si contano a Friburgo 1138 ebrei, pari all'1,5 percento della popolazione.
Dall'ascesa al potere dei nazisti molti ebrei lasciano la città. I 21 professori ebrei dell'università sono licenziati tra il 1933 e il 1935. Inizialmente, il numero di studenti ebrei si riduce 183 a 54, prima dell'espulsione totale. Nel novembre del 1938, quasi tutte le società e le attività commerciali ebraiche sono arianizzate. La comunità ebraica si mobilita per aiutare i più sfortunati. Per facilitare l'emigrazione vengono offerti corsi di inglese ed ebraico. Durante il periodo nazista, 657 ebrei di Friburgo riescono a emigrare: 200 negli Stati Uniti; 100 in Palestina; 100 in Francia, 70 in Svizzera e 70 in Inghilterra. Di questi emigrati, 30 persone saranno arrestate e mandate a morte quando le truppe tedesche entreranno in Francia.

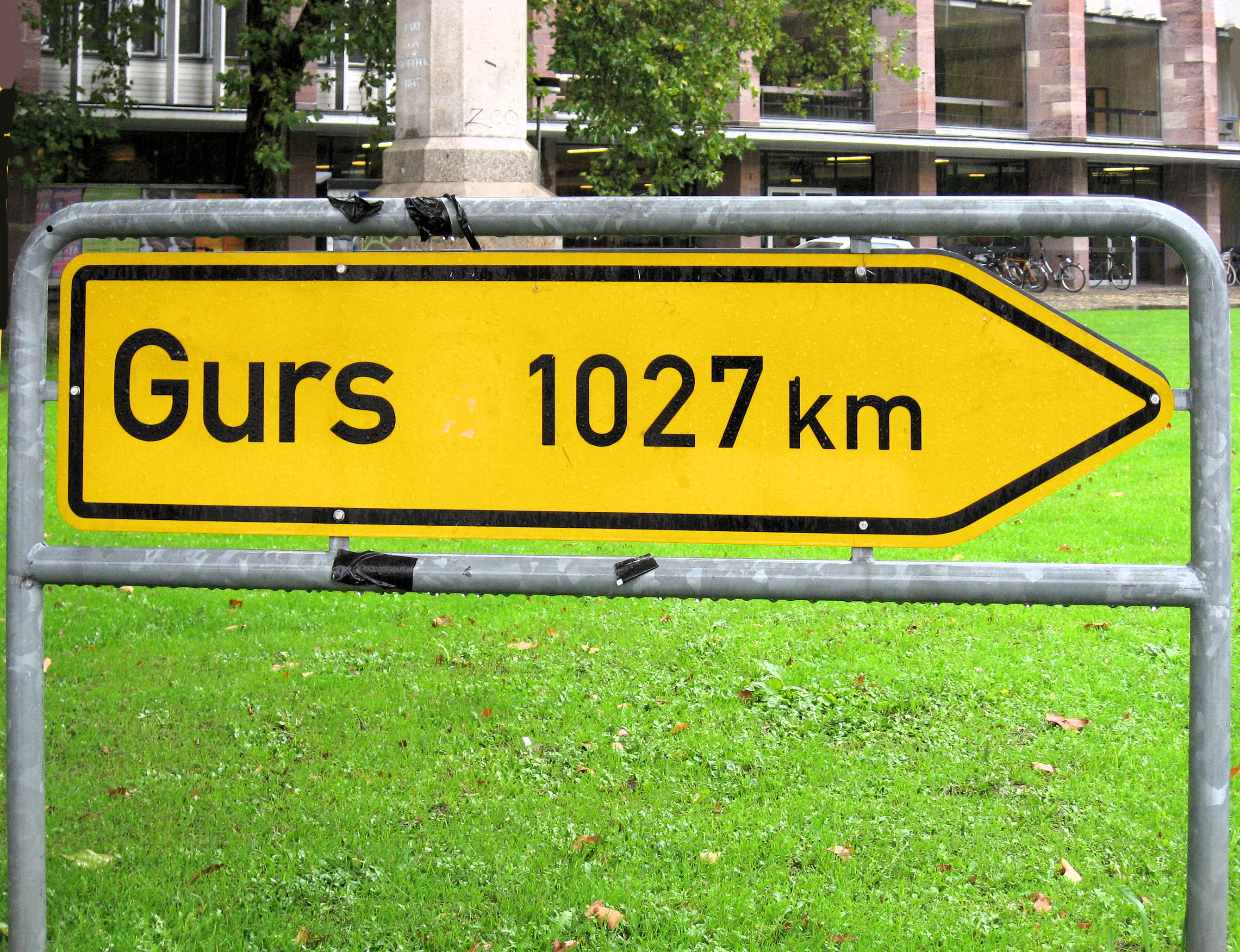
Commemorazione della deportazione di ebrei nel campo di Gurs

Il 28 ottobre 1938, tutti gli ebrei polacchi sono espulsi e avviati al confine polacco. Nel corso della notte dei Cristalli la sinagoga viene distrutta e 100 uomini ebrei sono arrestati e inviati al campo di concentramento di Dachau per un internamento a lungo termine. Due di loro periranno. Nel maggio del 1939, a Friburgo sono rimasti solo 474 ebrei. Il 22 ottobre 1940, 350 di loro sono inviati al campo di Gurs in Francia e 273 muoiono dopo il loro trasferimento nel campo di concentramento di Theresienstadt. Il 23 agosto 1942, dei 41 ebrei rimasti a Friburgo, 20 sono deportati nel ghetto di Theresienstadt.
Nel corso della guerra Gertrud Luckner (de), a capo dell'associazione cattolica Caritas tenta di salvare degli ebrei. Nel 1966, Yad Vashem lo riconoscerà come Giusto tra le Nazioni.

### Dopo la seconda guerra mondiale
Dopo la seconda guerra mondiale, 15 sopravvissuti tornano a Friburgo, raggiunti nel 1945 da 78 ebrei sfollati. Nel 1950 la comunità conta 58 membri, 111 nel 1960, 225 nel 1968 e 381 nel 1977; 214 nel 1983 e 700 nel 2005. Questa forte crescita è dovuta all'arrivo di nuovi emigranti dall'ex Unione Sovietica. Nel 1953 si inaugura una nuova sinagoga.

## Storia della sinagoga

### Nel Medioevo
La comunità ebraica medievale probabilmente disponeva già di una sinagoga nel 1300, anche se attualmente non si dispone di prove tangibili. Solo nel 1349, durante le persecuzioni durante la Peste Nera, si menziona per la prima volta l'esistenza di una sinagoga nella Wasserstrasse. I membri della comunità vivono nella stessa strada o nella vicina Weberstrasse. Ci sono prove dell'esistenza di dieci case ebraiche in questo quartiere. Dopo il massacro del 30 gennaio 1349 la comunità ebraica è completamente annientata.
Dal 1360, ci sono ebrei insediati nelle vecchie case di Wasserstrasse. Esiste una menzione del 1385 che si riferisce a una sinagoga nell'angolo sud-ovest dell'incrocio di Wasserstrasse con Raustrasse; A Friburgo si contano 60 abitanti ebrei, incluso un maestro di scuola ebraico. Nei primi anni del XVIII (1708), il percorso tra Bertholdstrasse e Franziskanerplatz (ora Universitätsstrasse o University Street) è chiamato "Judengasse" (strada ebraica). Non è chiaro quanto gli ebrei vivessero già lì nel Medioevo.

### XIX e XX Secolo

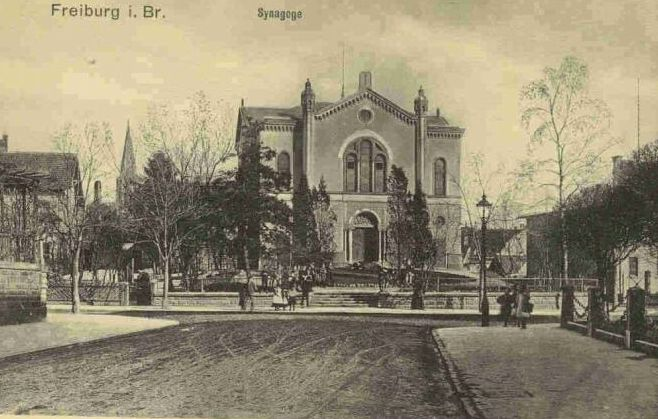
Cartolina raffigurante la sinagoga all'inizio del XX° secolo.

Nel febbraio del 1863, gli ebrei di Friburgo fondano l'Associazione Religiosa Ebraica, guidata da Heinrich Zivi-Lang, che affitta una sala di preghiera locale e assume un Chazan (cantore), che allo stesso tempo avrebbe svolto i compiti di shohet (per la macellazione rituale) e professore di studi religiosi. Nel 1864, questo centro religioso viene menzionato per la prima volta nell'annuario di Friburgo; nel settembre 1864, il quotidiano Allgemeine Zeitung des Judentums (Giornale Generale dell'Ebraismo) menziona per la prima volta l'esistenza di una sinagoga a Friburgo, in cui le 35 famiglie della città "celebrano i servizi di Shabbat e le feste con accompagnamento d'organo". L'oratorio si trova nella ex casa 838 di Münsterplatz (Piazza della Cattedrale), precedentemente di proprietà del mercante Ludwig Stutz e situato dietro l'attuale edificio in 27 Schusterstrasse.
Contemporaneamente alla creazione di questo centro religioso, viene creato un fondo per costruire una sinagoga, in cui sono versate le entrate della comunità e le donazioni. Alcuni anni dopo, la comunità decide di acquistare terreni situati in Werderstrasse nella Werthmannplatz (oggi Europaplatz - Piazza Europa. La comunità ebraica si trova però di fronte a difficoltà imposte dal comune di Friburgo, che intende gravare la comunità religiosa per i lavori stradali progettati per Werderring e per la demolizione dei bastioni della città, opere divenute ormai necessarie. La comunità deve farsi carico degli argini, dei pendii e delle scale e acquistare ad un prezzo fissato dal Comune il terreno liberato per poter costruire le nuove strade. Tenuto conto delle sue finanze assai limitate, la comunità non può acquisire il terreno dismesso ed è obbligata a chiedere al comune di offrirlo gratuitamente.
Con il supporto finanziario della comunità ebraica di Mannheim, si raccoglie la somma di 25000 fiorini per poter iniziare i lavori alla sinagoga nell'autunno del 1869. L'architetto Georg Jakob Schneider, professore principale della scuola di arti e mestieri che aveva già edificato, nel 1859-1960, il maniero Colombischlössle di Friburgo, è considerato ideatore ed esecutore dei lavori. L'inaugurazione ufficiale della sinagoga è fissata per il 23 settembre 1870. Per le festività la comunità ebraica invita, tra gli altri, tutto il consiglio municipale.
Due giorni dopo il Freiburger Zeitung scrive:
A causa del numero crescente di residenti ebrei, la sinagoga diventa rapidamente troppo piccola. Con lo scoppio della prima guerra mondiale si cancella un ampliamento pianificato a partire dal 1912. Soltanto nel 1925 - 1926 l'edificio può essere ampliato con l'aggiunta su una delle facciate di un'estensione avente al centro una grande porta ad arco a tutto sesto e, al secondo piano, otto finestre a tutto sesto sotto un fregio neo romanico. Grazie al generoso sostegno finanziario della Cassa di risparmio municipale, si potranno restaurare anche l'edificio della sinagoga accanto al nuovo teatro comunale e il collegio.
Durante la notte dei Cristalli, la sinagoga di Werderstrasse viene distrutta e rasa al suolo. Il 10 novembre 1938, intorno alle 3 del mattino, un colonnello delle SS e il comandante della brigata della SA di Friburgo, assieme al medico di polizia, probabilmente assistiti da diversi altri funzionari delle SA e delle SS, danno fuoco alla Sinagoga. I pompieri giungono sul posto ma non combattono le fiamme, irrorando d'acqua, invece, gli scantinati per prevenire la propagazione dell'incendio. Solo quando la sinagoga sarà completamente bruciata i vigili del fuoco getteranno acqua sulle rovine fumanti. La mattina del 10 novembre, le SS e le SA fanno esplodere le rovine dell'incendio.

### L'oratorio della comunità ortodossa
In molte grandi città, prima della seconda Guerra Mondiale a fianco della comunità liberale riformata esisteva una comunità ortodossa. A Friburgo gli ortodossi fanno comunque parte della comunità, ma hanno il loro oratorio, situato in una sala dell'edificio della comunità, vicino alla sinagoga. Questo oratorio non fu distrutto nel 1938, quindi ha continuato a ospitare le funzioni fino alla deportazione degli ebrei da Baden nell'ottobre 1940.

### Dopo la seconda guerra mondiale

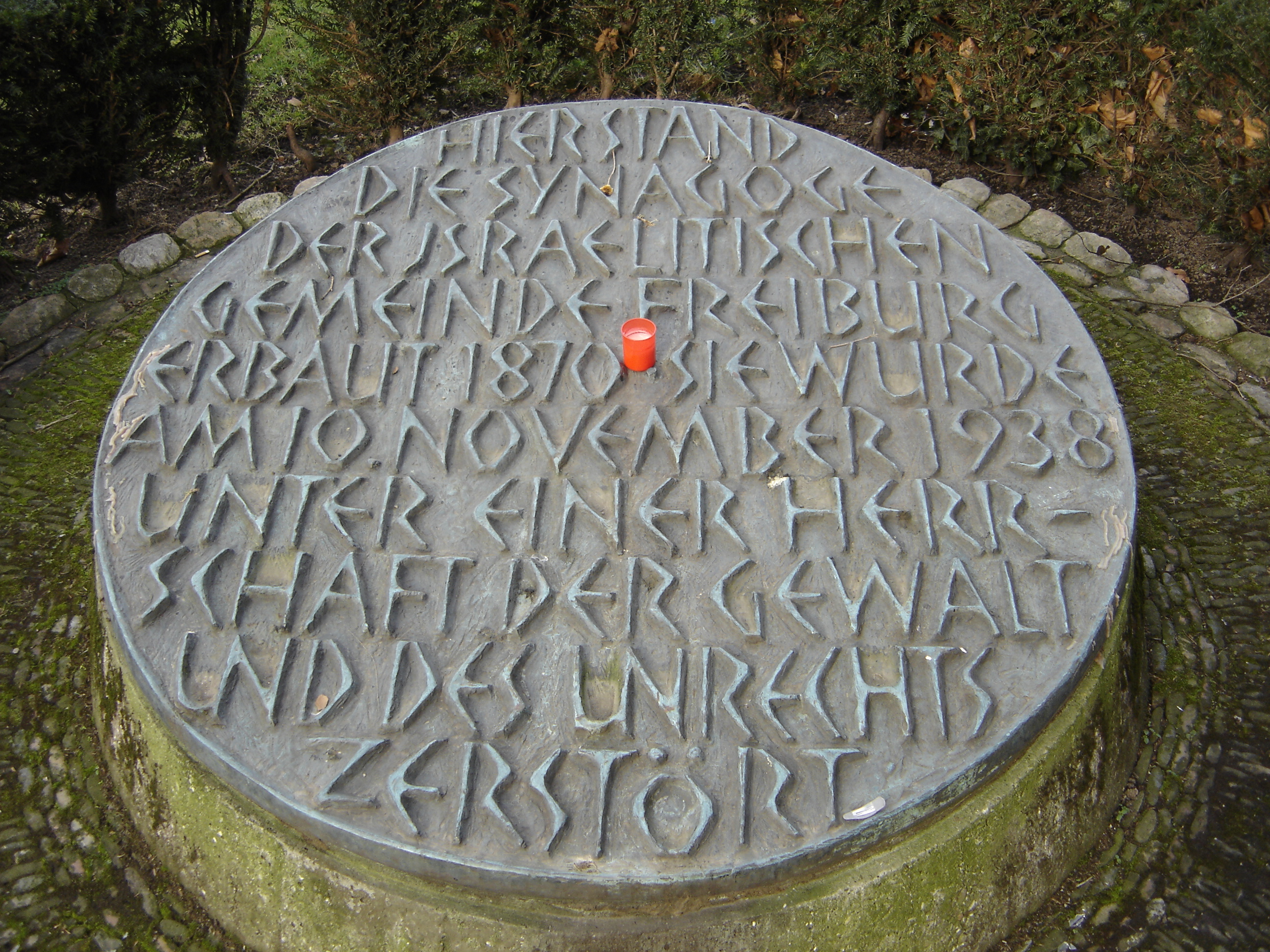
Targa commemorativa sul sito dove sorgeva la vecchia sinagoga

Nel 1962, si depone una placca commemorativa circolare delle dimensioni di un tombino sul sito della vecchia sinagoga. Su questa targhetta è inciso in rilievo:

Questo monumento rimane però nascosto alla vista dei passanti da una massa di arbusti, così che per lungo tempo persino il personale della vicina università ignora la sua esistenza. Solo nel 1985 che il terreno circostante è stato ripulito e il monumento è stato reso visibile.